# Futbol'nyj Klub Dinamo Moskva 2010
Questa voce raccoglie le informazioni riguardanti la Dinamo Mosca nelle competizioni ufficiali della stagione 2010.

## Rosa
| N. |                       | Ruolo | Calciatore        |
| -- | --------------------- | ----- | ----------------- |
| 1  | Russia (bandiera)     | P     | Anton Šunin       |
| 4  | Polonia (bandiera)    | D     | Marcin Kowalczyk  |
| 5  | Montenegro (bandiera) | D     | Jovan Tanasijević |
| 6  | Argentina (bandiera)  | D     | Leandro Fernández |
| 7  | Russia (bandiera)     | C     | Kirill Kombarov   |
| 8  | Russia (bandiera)     | C     | Dmitrij Chochlov  |
| 9  | Russia (bandiera)     | C     | Dmitrij Kombarov  |
| 10 | Ucraina (bandiera)    | C     | Andrij Voronin    |
| 11 | Russia (bandiera)     | A     | Fëdor Smolov      |

| N. |                      | Ruolo | Calciatore        |
| -- | -------------------- | ----- | ----------------- |
| 13 | Russia (bandiera)    | D     | Vladimir Granat   |
| 15 | Russia (bandiera)    | D     | Aleksandr Dimidko |
| 20 | Romania (bandiera)   | C     | Adrian Ropotan    |
| 22 | Germania (bandiera)  | A     | Kevin Kurányi     |
| 23 | Australia (bandiera) | D     | Luke Wilkshire    |
| 25 | Russia (bandiera)    | D     | Denis Kolodin     |
| 30 | Russia (bandiera)    | P     | Vladimir Gabulov  |
| 71 | Russia (bandiera)    | C     | Aleksandr Denisov |
| 99 | Russia (bandiera)    | A     | Aleksandr Kokorin |

## Risultati

### Prem'er-Liga
| Mosca 14 marzo 2010 1ª giornata | Spartak Mosca | 0 – 1 referto | Dinamo Mosca | Stadio Lužniki |

| Chimki 21 marzo 2010 2ª giornata | CSKA Mosca | 0 – 0 referto | Dinamo Mosca | Arena Chimki |

| Chimki 27 marzo 2010 3ª giornata | Dinamo Mosca | 1 – 2 referto | Zenit San Pietroburgo | Arena Chimki |

| Mosca 4 aprile 2010 4ª giornata | Lokomotiv Mosca | 3 – 2 referto | Dinamo Mosca | Stadio Lokomotiv |

| Chimki 10 aprile 2010 5ª giornata | Dinamo Mosca | 0 – 0 referto | Tom' Tomsk | Arena Chimki |

| Groznyj 18 aprile 2010 6ª giornata | Terek Groznyj | 1 – 1 referto | Dinamo Mosca | Stadio Sultan Bilimkhanov |

| Chimki 24 aprile 2010 7ª giornata | Dinamo Mosca | 1 – 0 referto | Saturn | Arena Chimki |

| Nal'čik 1º maggio 2010 8ª giornata | Spartak-Nal'čik | 1 – 0 referto | Dinamo Mosca | Respublikanskij stadion Spartak |

| Chimki 5 maggio 2010 9ª giornata | Dinamo Mosca | 1 – 1 referto | Amkar Perm' | Arena Chimki |

| Machačkala 11 maggio 2010 10ª giornata | Anži | 1 – 1 referto | Dinamo Mosca | Stadio Dinamo |

| Chimki 15 maggio 2010 11ª giornata | Dinamo Mosca | 2 – 0 referto | Alanija Vladikavkaz | Arena Chimki |

| Novosibirsk 9 luglio 2010 12ª giornata | Sibir' | 2 – 2 referto | Dinamo Mosca | Spartak Stadium |

| Chimki 17 luglio 2010 13ª giornata | Dinamo Mosca | 3 – 2 referto | Rostov | Arena Chimki |

| Kazan' 24 luglio 2010 14ª giornata | Rubin | 2 – 0 referto | Dinamo Mosca | Stadio Centrale di Kazan' |

| Chimki 31 luglio 2010 15ª giornata | Dinamo Mosca | 1 – 1 referto | Kryl'ja Sovetov Samara | Arena Chimki |

| Chimki 27 ottobre 2010 16ª giornata | Dinamo Mosca | 0 – 0 referto | CSKA Mosca | Arena Chimki |

| San Pietroburgo 14 agosto 2010 17ª giornata | Zenit San Pietroburgo | 1 – 1 referto | Dinamo Mosca | Stadio Petrovskij |

| Chimki 22 agosto 2010 18ª giornata | Dinamo Mosca | 3 – 0 referto | Lokomotiv Mosca | Arena Chimki |

| Tomsk 29 agosto 2010 19ª giornata | Tom' Tomsk | 1 – 0 referto | Dinamo Mosca | Trud Stadium |

| Chimki 12 settembre 2010 20ª giornata | Dinamo Mosca | 3 – 1 referto | Terek Groznyj | Arena Chimki |

| Ramenskoe 18 settembre 2010 21ª giornata | Saturn | 3 – 2 referto | Dinamo Mosca | Saturn Stadium |

| Chimki 26 settembre 2010 22ª giornata | Dinamo Mosca | 0 – 3 referto | Spartak-Nal'čik | Arena Chimki |

| Perm' 2 ottobre 2010 23ª giornata | Amkar Perm' | 0 – 1 referto | Dinamo Mosca | Stadio Zvezda |

| Chimki 17 ottobre 2010 24ª giornata | Dinamo Mosca | 4 – 0 referto | Anži | Arena Chimki |

| Vladikavkaz 23 ottobre 2010 25ª giornata | Alanija Vladikavkaz | 0 – 0 referto | Dinamo Mosca | Respublikanskij stadion Spartak |

| Chimki 30 ottobre 2010 26ª giornata | Dinamo Mosca | 4 – 1 referto | Sibir' | Arena Chimki |

| Rostov sul Don 6 novembre 2010 27ª giornata | Rostov | 1 – 1 referto | Dinamo Mosca | Stadio Olimp-2 |

| Chimki 13 novembre 2010 28ª giornata | Dinamo Mosca | 2 – 2 referto | Rubin | Arena Chimki |

| Samara 20 novembre 2010 29ª giornata | Kryl'ja Sovetov Samara | 1 – 0 referto | Dinamo Mosca | Stadio Metallurg (Samara) |

| Chimki 28 novembre 2010 30ª giornata | Dinamo Mosca | 1 – 1 referto | Spartak Mosca | Arena Chimki |

## Kubok Rossii
| Saransk 13 luglio 2010 Sedicesimi di finale | Mordovija | 1 – 2 referto | Dinamo Mosca | Stadio Svetotechnika |

| Chimki 22 settembre 2010 Ottavi di finale | Dinamo Mosca | 4 – 1 referto | Volga Nižnij Novgorod | Arena Chimki |

| Chimki 20 aprile 2011 Quarti di finale | Dinamo Mosca | 1 – 2 referto | Rostov | Arena Chimki |